# Sofian Benzouien
Sofian Benzouien (* 11. August 1986 in Sint-Agatha-Berchem, Belgien) ist ein ehemaliger belgisch-marokkanischer Fußballspieler. 

## Karriere
Benzouien wurde in der Jugendakademie des RSC Anderlecht ausgebildet, bevor er 2004 für zwei Jahre bei dem belgischen Verein KVV Heusden-Zolder in der zweithöchsten belgischen Klasse spielte. In dieser Zeit spielte Benzouien auch in der U-20-Nationalmannschaft von Marokko. Danach wechselte er zum FC Brüssel, wobei er nur ein halbes Jahr spielte. Anschließend wurde Racing Santander B sein Arbeitgeber, wobei er auch nur sechs Monate unter Vertrag stand. Bevor es wieder zurück in seine Heimat Belgien ging, spielte er beim italienischen Drittligisten AC Perugia Calcio. In Belgien stand er dann bei KAS Eupen unter Vertrag, wo er nicht wirklich überzeugen konnte, da er in 30 Pflichtspielen nur einen Treffer erzielte. Nach einem Jahr ging er nach Luxemburg zu F91 Düdelingen, wo er mehrere Titel gewann und sein Debüt in der Europa League gab.
Im Sommer 2019 wechselte er zum Zweitligisten Swift Hesperingen, wo er den Posten als Sportdirektor übernahm und der Mannschaft noch eine Saison als Stand-by-Spieler zur Verfügung stand. Im September 2022 trennte sich der Klub von Benzouien.

## Erfolge
- Luxemburgischer Meister: 2011, 2012, 2014, 2016, 2017, 2019,
- Luxemburgischer Pokalsieger: 2012, 2016, 2017
- Luxemburgischer Ligapokalsieger: 2018